# 대한민국 제21대 대통령 선거 제주특별자치도
이 문서는 대한민국 제21대 대통령 선거의 제주특별자치도 지역 개표 결과이다.

## 개표 결과

### 제주시
|  | 55.65% |

|  | 33.64% |

|  | 9.05% |

|  | 1.52% |

|  | 0.12% |

### 서귀포시
|  | 52.39% |

|  | 37.85% |

|  | 8.25% |

|  | 1.37% |

|  | 0.12% |

## 전체 결과
|  | 54.76% |

|  | 34.78% |

|  | 8.83% |

|  | 1.48% |

|  | 0.12% |

더불어민주당 이재명 후보가 과반이 넘는 54.76%의 득표율을 기록하면서 제주특별자치도에서 승리를 거두었다. 이로써 이재명 후보는 지난 대선에 이어서 다시 한 번 제주 지역에서의 승리를 가져오게 되었다. 
국민의힘 김문수 후보는 34.78%의 득표율을 기록하면서 2위를 차지했다. 김문수 후보는 지난 대선에서 윤석열 후보가 기록한 득표율에 비해 8%p 가량 득표율이 하락하면서 부진한 성적을 받아들게 되었다.
개혁신당 이준석 후보는 8.83%의 득표율을 기록하면서 3위를 차지했다.

### 주요 후보 결과
| 지역     | 이재명  | 이재명 | 김문수  | 김문수 | 이준석 | 이준석 |
| 지역     | 득표수  | 득표율 | 득표수  | 득표율 | 득표수 | 득표율 |
| -------- | ------- | ------ | ------- | ------ | ------ | ------ |
| 제주시   | 169,119 | 55.65% | 102,224 | 33.64% | 27,522 | 9.05%  |
| 서귀포시 | 59,610  | 52.39% | 43,066  | 37.85% | 9,387  | 8.25%  |

더불어민주당 이재명 후보가 제주시, 서귀포시 양 지역에서 모두 과반이 넘는 득표율을 기록하였다. 
국민의힘 김문수 후보는 두 지역 모두 2위를 차지했다. 김문수 후보는 상대적으로 서귀포시에서 더 높은 득표율을 기록했다.
개혁신당 이준석 후보는 두 지역 모두에서 3위를 차지했다. 이준석 후보는 제주시에서 9%대의 득표율을 기록하면서 상대적으로 선전했다.

## 같이 보기
- 대한민국 제21대 대통령 선거